# یورگن شایبه
یورگن شایبه (به آلمانی: Jürgen Scheibe) (زادهٔ ۲۲ اکتبر ۱۹۶۸) کشتی‌گیر بازنشسته و مربی کشتی آلمانی است. او در دوران فعالیت حرفه‌ای خود در دسته‌های ۵۷، ۶۲ و ۶۳ کیلوگرم کشتی آزاد ملی‌پوش آلمان در چهار دورهٔ پیاپی بازی‌های المپیک ۱۹۸۸ سئول، ۱۹۹۲ بارسلون، ۱۹۹۶ آتلانتا و ۲۰۰۰ سیدنی بود. او پس از بازنشستگی به مربیگری پرداخت و سرمربی تیم ملی کشتی آزاد آلمان است. شایبه همچنین مربی تیم ملی کشتی زنان و تیم ملی جوانان آلمان بوده است.